# Shūsai Hon’inbō
Shūsai Hon’inbō (jap. 本因坊 秀哉 Hon’inbō Shūsai; ur. 24 czerwca 1874 w Tokio, zm. 18 stycznia 1940) – japoński gracz go, urodzony jako Yasuhisa Tamura (jap. 田村 保寿 Tamura Yasuhisa).
Ostatnia gra Shūsaia, którą rozegrał z Minoru Kitanim, została opisana w powieści pt.: Meijin – mistrz go autorstwa noblisty Yasunariego Kawabaty.